# ʮ
La ʮ (Ɥ con gancho) es una letra del alfabeto latino utilizada para el alfabeto fonetico internacional.
Es muy curiosa dado que parece una i griega

la ʮ

## Uso
En 1931, Chao Yuen sugirió reemplazar los símbolos de consonantes fricativas labiales [σ, ƍ] y [ƪ, ƺ] con combinaciones de símbolos usando ʮ y ʯ (con corchetes izquierdos), es decir, transcribirlos [sʮ, zʮ] y [ʂʯ, ʐʯ] o ʃʯ, ʒʯ] [ 1 ] (hoy transcrito [sʷ, zʷ] o [θʷ, ðʷ] , y [ʂʷ, ʐʷ] o [ʃʷ, ʒʷ ] .
El ‹ ʮ › inclinado y reflejado en el extremo es un símbolo utilizado por los sinólogos para representar una vocal posterior articulada como una fricativa de consonante apical , es decir, una consonante fricativa alveolar de voz silábica redondeada cuya representación estándar con la fonética internacional del alfabeto es [z̩ʷ] . Este símbolo fue introducido en China por lingüistas alemanes en la década de 1950. Está compuesto como otros símbolos del Alfabeto Fonético Internacional y parece ser una amalgama de la iota (para una vocal cerrada), una r reflexiva (para una pronunciación apico-alveolar). ) y a u (para una pronunciación redondeada). Su equivalente no redondeado está representado por los sinólogos con el símbolo r sin obituario reflexivo ‹ ɿ ›.

## En Unicode
En Unicode, esta letra está codificada en U+02AE ʮ la letra latina con gancho .